# Paramelomys rubex
Paramelomys rubex — вид гризунів родини мишевих. Зустрічається в Західному Папуа, Індонезії та Папуа-Новій Гвінеї.

## Морфологічні особливості
Дрібний гризун з довжиною голови і тіла від 100 до 130 мм, довжиною хвоста від 96 до 140 мм, довжиною лап від 25 до 30,2 мм, довжиною вух від 11 до 19,3 мм і вагою до 53,5 грамів. Шерсть довга, м'яка і тонка. Верхні частини темно-червонувато-бурі з рудуватими відблисками на нижній частині спини, а черевні частини жовто-коричневі або світло-сірі, з основою волосків шиферного кольору. Голова темно-сірувато-коричнева з більш темною лицьовою маскою. Горло білувате. Вуха короткі, безволосі, темно-сірі. Передні лапи темніші на зап'ястях і поступово переходять у білі біля пальців. Лапи світло-коричневі. Хвіст коротший за голову й тулуб і рівномірно темно-коричневий. Є 12–14 кілець лусочок на сантиметр.

## Поведінка
Це наземний вид. Будує системи підземних тунелів і нір.